# Kill Van Kull
Le Kill Van Kull est un détroit des États-Unis d'environ 4,8 km de longueur pour 305 mètres de largeur séparant Staten Island (ville de New York) et la péninsule de Bergen Neck occupé par la ville de Bayonne, New Jersey, aux États-Unis. Le nom kill vient du mot néerlandais kille, qui signifie « lit » ou « canal d'eau ».
Le Kill Van Kull relie Newark Bay avec Upper New York Bay. Le phare Robbins Reef Light marque l'extrémité orientale. Historiquement, il a été l'un des canaux les plus importants pour le commerce de la région, fournissant un passage pour le trafic maritime entre Manhattan et les villes industrielles du New Jersey. Depuis le dernier tiers du XXe siècle, il a fourni le principal accès pour les navires de haute mer de conteneurs au Port Newark-Elizabeth Marine Terminal, la plus fréquentée des installations portuaires dans l'Est des États-Unis et le principal terminal maritime du port de New York.
Il a une profondeur de 50 pieds et est franchi par le pont de Bayonne.